# Kristjan Jaak Peterson
Pour les articles homonymes, voir Peterson.
Kristjan Jaak Peterson, né le 14 mars 1801 à Riga (ville russe à l'époque, aujourd'hui lettone), où il est mort le 4 août 1822, est un poète estonien. Il est considéré comme un des fondateurs de la littérature estonienne. Il succombe de la tuberculose, à l'âge de 21 ans.

## Écrits
Peterson a écrit deux petits recueils d'odes et de pastorales qui n'ont été publiés que cent ans après sa mort. En 1823, l'année qui suit sa mort, trois poèmes en allemand sont édités.
Peterson a traduit en allemand la Mythologia Fennica de Christfried Ganander ainsi qu'un dictionnaire de la mythologie finnoise dont la version suédoise était paru en 1789. Ces traductions ont eu de très nombreux lecteurs en Estonie et il va avoir une grande influence sur l'identité nationale estonienne et la littérature de la première décennie du XXe siècle.
Peterson s'inspirait du style de vie des cyniques grecs et s'habillait de manière extravagante. Il portait des habits conçus d'après des vêtements traditionnels estoniens, comme un long manteau noir typique. Il avait le don des langues et maîtrisa très rapidement plusieurs langues modernes et mortes. Il a écrit des essais philosophiques et a commencé à écrire une grammaire suédoise.

## Reconnaissance
Peterson est considéré comme l'un des fondateurs de la langue et de la poésie moderne estonienne. Depuis 1996, le jour de sa naissance est fêté en Estonie comme étant le « jour de la langue maternelle » ; ce jour est aussi férié.

### Source
- (de) Cet article est partiellement ou en totalité issu de l’article de Wikipédia en allemand intitulé « Kristian Jaak Peterson » (voir la liste des auteurs).